# Парламентська асамблея Організації з безпеки і співробітництва в Європі
Парламентська асамблея Організації з безпеки та співробітництва в Європі (ПА ОБСЄ) (англ. Parliamentary Assembly of the Organization for Security and Co-operation in Europe, OSCEPA) — один з центральних інститутів ОБСЄ, що відіграє важливу роль у процесі вирішення завдань всієї Організації.
Штаб-квартира знаходиться у Копенгагені, Данія.

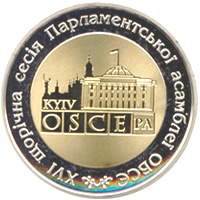
Ювілейна монета України, присвячена проведенню у Києві 5 — 9 липня 2007 року засідання XVI щорічної сесії Парламентської асамблеї ОБСЄ

## Історія створення
ПА ОБСЄ створена у квітні 1991 і є «парламентським виміром» Організації з безпеки та співробітництва в Європі. Головною метою Асамблеї є розвиток парламентського діалогу, за допомогою якого здійснюється поширення та посилення демократії в регіоні ОБСЄ.
Станом на липень 2013 до складу Асамблеї входили 323 представники національних парламентів 57 країн — учасниць ОБСЄ. Так як на момент утворення до складу Асамблеї увійшов вищий законодавчий орган СРСР, після розпаду Радянського Союзу Верховна Рада України, за правонаступництвом, 30 січня 1992 стала повноправним членом Асамблеї.
1 січня 1995, відповідно до рішення Будапештського саміту, Нарада з безпеки та співробітництва в Європі (НБСЄ) змінила свою назву на Організацію з безпеки та співробітництва в Європі (ОБСЄ), у зв'язку з чим її парламентська складова стала називатися ПА ОБСЄ.
3 липня 2024 року Державна дума та Рада федерації Росії ухвалили заяву про призупинення участі делегації РФ у Парламентській асамблеї Організації з безпеки та співробітництва в Європі, Москва також припинить сплачувати внески в ПА ОБСЄ.

## Засади діяльності
Парламентська асамблея ОБСЄ збирається кожного року в лютому на зимове засідання та в липні — на щорічну сесію. Результатами таких зустрічей є заключні декларації, численні резолюція та рекомендації. Окрім зазначених зустрічей робота ПА ОБСЄ ведеться у форматі конференцій та семінарів з розвитку та зміцнення демократії через парламентське співробітництво. Парламентарії працюють в комітетах, а також у складі спеціальних місій відвідують райони, де існують «заморожені» конфлікти або в яких спостерігається наявність потенційної загрози миру та демократії.
Основними органами Асамблеї є Постійний комітет (до нього входять 56 керівників національних делегацій та члени Розширеного бюро), Бюро (складається з Президента ПА ОБСЄ, дев'яти віце-президентів та Скарбника), Розширене бюро та три Загальні комітети.
Діяльність Загальних комітетів, як правило, розподілена відповідно до трьох основних розділів Заключного Гельсінського акту: Комітет з політичних питань та безпеки, Комітет з економічних питань, науки, технології та навколишнього середовища, Комітет з демократії, прав людини та гуманітарних питань. Основною функцією зазначених комітетів є обговорення та схвалення резолюцій в межах компетенції Комітету та їх подальший розгляд Асамблеєю, яка в результаті приймає заключну декларацію та низку резолюцій. Іноді для розгляду окремих питань та ситуацій створюються спеціальні комітети. Так, Постійним комітетом було засновано спеціальні комітети для розгляду ситуації в Абхазії, Білорусі, Косово та Молдові, а також Комітет з прозорості та підзвітності в ОБСЄ.
Діяльність Парламентської асамблеї здійснюється у таких формах:
- спостереження за виборами;
- польові візити з метою надання підтримки та спостереження за ситуацією в регіоні ОБСЄ;
- субрегіональна економічна співпраця;
- парламентські конференції;
- присудження премії ОБСЄ в галузі журналістики і демократії;
- міжнародна програма підтримки молодих дослідників ПА ОБСЄ.

Парламентська асамблея постійно співпрацює з іншими інститутами ОБСЄ та підтримує тісні контакти з Діючим Головою ОБСЄ, Трійкою ОБСЄ (до якої входять: країна, яка головує в організації; країна, яка головувала попереднього року; країна, яка головуватиме наступного року), Генеральним секретарем ОБСЄ, іншими інститутами ОБСЄ у Відні, Варшаві, Гаазі, Празі та місіями ОБСЄ на місцях.
Центральним органом, який підтримує зв'язок з національними парламентськими делегаціями ОБСЄ, іншими інститутами ОБСЄ та Асамблеєю є Міжнародний секретаріат, розташований у Копенгагені (Данія). Під керівництвом Генерального секретаря та двох його заступників Секретаріат здійснює організацію всіх засідань Асамблеї, надає допомогу Президенту ПА ОБСЄ, Бюро, керівництву Загальних комітетів та членам спеціальних комітетів. Міжнародний секретаріат має в штаті чотирнадцять постійних співробітників та вісім стажистів.

## Президент Парламентської асамблеї ОБСЄ
Президент Парламентської асамблеї ОБСЄ обирається з числа членів парламентських делегацій на Щорічній сесії з терміном повноважень на 1 рік. Як правило, наступна Щорічна сесія може переобрати ту ж кандидатуру ще на один строк.
Президентами ПА ОБСЄ свого часу були обрані:
1991—1992 (Виконувач обов'язків Президента) : Фелікс Понс (Félix Pons Irazazábal) — Іспанія;
1992—1994: Ілкка Суомінен (Ilkka Olavi Suominen) — Фінляндія;
1994—1996: Френк Свелен (Frank Marcel Gerard Swaelen) — Бельгія;
1996—1998: Хав'єр Руперес (Francisco Javier Rupérez Rubio) — Іспанія;
1998—2000: Гелле Дайн (Helle Degn) — Данія;
2000—2002: Адріан Северин (Adrian Severin) — Румунія;
2002—2004: Брюс Джордж (Bruce George) — Велика Британія;
2004—2006: Елсі Гастінґс (Alcee L. Hastings) — США;
2006—2008: Ґоран Ленмаркер (Goran Lennmarker) — Швеція;
2008—2010: Жоао Соареш (João Barroso Soares) — Португалія;
2010—2012: Петрос Ефтіміу (Πέτρος Ευθυμίου) — Греція;
2012—2013: Рикардо Мільйорі (Riccardo Migliori) — Італія;
Березень-червень 2013 (Виконувач обов'язків Президента): Вольфґанґ Ґроссрук (Wolfgang Großruck) — Австрія.
3 липня 2013 на XXII-й сесії Парламентської асамблеї ОБСЄ у Стамбулі Президентом ПА ОБСЄ був обраний спікер Скупщини Чорногорії Ранко Кривокапич (Ранко Кривокапић).
На XXIII-й сесії Парламентської асамблеї ОБСЄ, яка засідала 2 липня 2014 року у Баку, президентом ПА ОБСЄ став колишній міністр закордонних справ Фінляндії Іллка Канерва (Ilkka Armas Mikael Kanerva).

## Участь України в ПА ОБСЄ
Згідно з Правилами процедури ПА ОБСЄ Україні в Асамблеї надано вісім місць. Порядок формування Постійної делегації Верховної Ради України у ПА ОБСЄ визначається Положенням «Про Постійну делегацію Верховної Ради України у Парламентській асамблеї Організації з безпеки і співробітництва в Європі». Склад Постійної делегації формується на основі квот депутатських фракцій та затверджується Розпорядженням Голови Верховної Ради України.
1 липня 2014 в Баку XXIII-а щорічна Парламентська асамблея ОБСЄ абсолютною більшістю голосів ухвалила резолюцію, що засуджує Росію за анексію Криму і сприяння розвитку збройного конфлікту в Україні.
8 липня 2015 в Гельсінки XXIV-а щорічна Парламентська асамблея ОБСЄ прийняла резолюцію «Очевидні, грубі і невиправлені порушення РФ зобов'язань в рамках ОБСЄ і міжнародних норм», у якій визнала дії Росії актом військової агресії проти України.
У іншій ухваленій резолюції «Викрадені і незаконно затримані в Російській Федерації українські громадяни» ПА ОБСЄ засудила утримання українських громадян у російських в'язницях і офіційно закликала владу Російської Федерації звільнити всіх незаконно утримуваних громадян України, в тому числі Надію Савченко та Олега Сенцова.

## Контакти штаб-квартири
OSCE Parliamentary Assembly, Tordenskjoldsgade 1,
1055 Copenhagen K, Denmark.